# Rutiodon
Rutiodon – wymarły rodzaj archozaura z rodziny fitozaurów (Phytosauridae).
Średniej wielkości przedstawiciel fitozaurów – osiągał długość 3 m, z czego na czaszkę przypadało około 75 cm. Cechował się krótkimi kończynami, długim ogonem i podobnie jak u dzisiejszych krokodyli wydłużonym pyskiem. Nozdrza były daleko cofnięte i położone na wzgórku kostnym przed oczami. Grzbiet, boki i ogon były pokryte dużymi łuskami, zapewniającymi ochronę. Ostre zęby pozwalały mu na chwytanie śliskich ryb i innych niewielkich stworzeń.
Rutiodon żył pod koniec karniku na terenie dzisiejszej Ameryki Północnej. Część autorów uznaje Rutiodon za starszy synonim rodzaju Leptosuchus lub rodzaju Angistorhinus; Ballew (1989) zaliczyła też do rodzaju Rutiodon gatunek Leptosuchus gregorii, który kilka lat później ustanowiony został gatunkiem typowym odrębnego rodzaju Smilosuchus. Jeśli przyjąć tę klasyfikację, to rodzaj Rutiodon obejmowałby gatunki fitozaurów, których skamieniałości znajdowano na wschodzie Stanów Zjednoczonych (Karolina Północna), jak i gatunki odkryte na zachodzie USA (stany Arizona, Nowy Meksyk i Teksas). Badania Stocker (2010) sugerują jednak, że Angistorhinus, Leptosuchus i Smilosuchus są odrębnymi rodzajami, a tym samym do rodzaju Rutiodon należały jedynie fitozaury ze wschodu Stanów Zjednoczonych. Fitozaury przypisywane do tego rodzaju znajdowano również w warstwach noryckich i retyckich w Europie (Niemcy i Szwajcaria), nie ma jednak pewności, że europejskie znaleziska w rzeczywistości należą do rodzaju Rutiodon. Prawdopodobnie rutiodony budowały gniazda i opiekowały się jajami.

## Gatunki
- Rutiodon carolinensis
- Rutiodon manhattanensis
- Rutiodon validus